# Lista odcinków serialu Weronika Mars
Poniżej znajduje się lista odcinków serialu telewizyjnego  Weronika Mars, którego pierwszy i drugi sezon był emitowany przez amerykańską stację telewizyjną UPN od 22 września 2004 roku do 9 maja 2006 roku. Sezon trzeci był wyemitowany przez The CW od 3 października 2006 roku do 22 maja 2007 roku. W Polsce serial był emitowany przez TVN oraz TVN 7. Czwarty sezon został udostępniony przez platformę Hulu.
| Sezon | Sezon | Odcinki | Oryginalna emisja   | Oryginalna emisja | Oryginalna emisja     | Oryginalna emisja | Oryginalna emisja |
| Sezon | Sezon | Odcinki | Premiera sezonu     | Finał sezonu      | Produkcja             | Premiera sezonu   | Finał sezonu      |
| ----- | ----- | ------- | ------------------- | ----------------- | --------------------- | ----------------- | ----------------- |
|       | 1     | 22      | 22 września 2004    | 10 maja 2005      | UPN                   | 5 lutego 2007     | 6 marca 2007      |
|       | 2     | 22      | 28 września 2005    | 9 maja 2006       | UPN                   | 7 marca 2007      | 5 kwietnia 2007   |
|       | 3     | 20      | 3 października 2006 | 22 maja 2007      | The CW                | 1 lutego 2008     | 28 lutego 2008    |
|       | film  | film    | 14 maja 2014        | 14 maja 2014      | Warner Bros. Pictures | 14 maja 2014      | 14 maja 2014      |
|       | 4     | 8       | 19 lipca 2019       | 19 lipca 2019     | Hulu                  |                   |                   |

## 1 seria (2004-2005)
| 1 | 1  | Pilot                        | Mark Piznarski     | Rob Thomas                             | 22 września 2004     | 5 lutego 2007  |
| Veronica odczepia przypiętego do słupa przez Gang Motocyklowy Wallace'a. Dziewczyna pomaga mu wyrównać rachunki z gangiem. W ten sposób rozpoczyna się ich przyjaźń. Dziewczyna śledzi ojca swojego byłego chłopaka. Uważa, że ma on coś wspólnego z morderstwem swojej córki i przyjaciółki Veroniki, Lilly Kane. |    |                              |                    |                                        |                      |                |
| 2 | 2  | Credit Where Credit's Due    | Mark Piznarski     | Rob Thomas                             | 28 września 2004     | 6 lutego 2007  |
| Veronica stara się dowieść, że babcia Weevila nie ukradła ani też nie używała kart kredytowych państwa Echolls. Główna bohaterka rozpoczyna również pracę w szkolnej gazetce, pisząc kontrowersyjne (dla dyrektora) artykuły. |    |                              |                    |                                        |                      |                |
| 3 | 3  | Meet John Smith              | Harry Winer        | Jed Seidel                             | 12 października 2004 | 7 lutego 2007  |
| Do Veroniki zgłasza się chłopak, który rzekomo pragnie odnaleźć swego ojca. Veronica idzie na randkę z Troyem, kumplem swojego byłego chłopaka. Następnego dnia, podczas gdy główna bohaterka całuje się ze swoją nową miłością, Duncan skacze z barierki na trybunach stadionu szkolnego by zwrócić na siebie uwagę. Nic mu się nie stało. Tymczasem Veronica interesuje się coraz bardziej jego chorobą. |    |                              |                    |                                        |                      |                |
| 4 | 4  | The Wrath of Con             | Michael Fields     | Diane Ruggiero                         | 9 października 2004  | 8 lutego 2007  |
| Veronica zajmuje się przestępstwami w cyberprzestrzeni. Koleżanka Wallace'a, Georgia (Kyla Pratt), została oszukana przez internetowych naciągaczy, znanych jako Silikonowa Mafia. Nowy chłopak Veroniki zaprasza ją na zabawę. Przy tej okazji Keith poznaje Troya. W tym samym czasie Duncan opracowuje pamiątkowy film z okazji pierwszej rocznicy śmierci Lilly. W przygotowaniu filmu pomaga mu Logan. Veronica przekazuje mu kasety z nagraniami za czasów ich przyjaźni. Jake Kane, bardzo się tym wzrusza. |    |                              |                    |                                        |                      |                |
| 5 | 5  | You Think You Know Somebody  | Nick Gomez         | Dayna Lynne North                      | 26 października 2004 | 9 lutego 2007  |
| Ktoś ukradł samochód należący do ojca Troya. Veronica pomaga w poszukiwaniach. W śledztwo angażuje również Weevila. Wkrótce okazuje się, że w tym przypadku nie chodzi o zwykłą kradzież. Być może podczas ostatniej wyprawy do Meksyku, chłopcy przemycili w samochodzie trefny towar. Tymczasem ojciec Veroniki, Keith najwyraźniej już pogodził się z odejściem żony i zaczął umawiać się na randki z Rebeccą James, panią psycholog ze szkoły, do której uczęszcza Veronica. Natomiast Veronica nadal zajmuje się życiem swojej matki i poznaje jej kolejne tajemnice. |    |                              |                    |                                        |                      |                |
| 6 | 6  | Return of the Kane           | Sarah Pia Anderson | Rob Thomas Phil Klemmer                | 2 listopada 2004     | 12 lutego 2007 |
| Wybory na przewodniczącego rady uczniów wygrywa Duncan. Veronica jest przekonana, że wyniki sfałszowano. Jej zdaniem, inny kandydat, chłopak o wiele bardziej popularny, ale nie tak bogaty jak Duncan, zdobył więcej głosów. W tym samym czasie Logan wywołuje skandal, który ma negatywny wpływ na filmową karierę jego rodziców Aarona i Lynn Echollsów (Harry Hamlin, Lisa Rinna). Media emitują zrealizowany przez Logana film, na którym pokazane są nielegalne walki bokserskie rozgrywane pomiędzy bezdomnymi. Prawie jednocześnie Veronica dowiaduje się, że mężczyzna skazany za zabójstwo Lilly ma zostać stracony. Kolejny raz z uwagą analizowane są zdjęcia z miejsca zbrodni i okazuje się, że sprawę należy zbadać ponownie. |    |                              |                    |                                        |                      |                |
| 7 | 7  | The Girl Next Door           | Nick Marck         | Jed Seidel Diane Ruggiero              | 9 listopada 2004     | 13 lutego 2007 |
| Nagle znika sąsiadka Veroniki. Sprawa jest tym bardziej szokująca, że zaginiona kobieta jest w ciąży. Weronika i jej ojciec rozpoczynają poszukiwania. W tym samym czasie Veronica dowiaduje się, że jej matka i ojciec Duncana byli parą w czasach, gdy chodzili do szkoły. Okazuje się również, że Weevil i zmarła rok temu Lilly Kane kiedyś też chodzili ze sobą. |    |                              |                    |                                        |                      |                |
| 8 | 8  | Like a Virgin                | Guy Bee            | Aury Wallington                        | 23 listopada 2004    | 14 lutego 2007 |
| Zorganizowany dla studentów w sieci "test dziewictwa", miał być anonimowy. Niestety, ktoś pozwolił sobie na makabryczny żart i ujawnił dane personalne ankietowanych. Kompromitacja i przykrość spotkały między innymi Meg (Alona Tal). Veronica lubi Meg, uważa ją za fajną dziewczynę i dlatego postanawia odszukać i ukarać autora żartu. W poszukiwaniach zdrajcy pomaga jej znakomita specjalistka od komputerów, Mac (Tina Majorino). Jednocześnie Keith zajmuje się sprawą Wallace'a i jego mamy, którzy mają kłopoty z właścicielem mieszkania. Veronica decyduje się również na spotkanie z domniemanym zabójcą Lilly, Abelem Koontz (Christian Clemenson), aby kolejny raz wysłuchać jego zeznań. On wyśmiewa ją jednak i odchodzi. |    |                              |                    |                                        |                      |                |
| 9 | 9  | Drinking the Kool-Aid        | Marcos Siega       | Rob Thomas Russell Smith               | 30 listopada 2004    | 15 lutego 2007 |
| Kolega Veroniki, Casey (Jonathan Bennett), przystaje do organizacji działającej pod nazwą Farma. Jego bogaci rodzice obawiają się, że to sekta i wynajmują detektywów. Veronica prowadzi własne śledztwo w tej sprawie gromadząc informacje, które interesują Caseya. Jednocześnie Veronica musi zmierzyć się z plotką, której autorem jest mężczyzna skazany za zabójstwo. Według niego, prawdziwym ojcem Veroniki nie jest Keith, ale dawny kochanek jej matki, Jake Kane. |    |                              |                    |                                        |                      |                |
| 10 | 10 | An Echolls Family Christmas  | Nick Marck         | Diane Ruggiero                         | 14 grudnia 2004      | 16 lutego 2007 |
| Święta Bożego Narodzenia. Weevil wygrał pokaźną sumę w pokera, ale ktoś ukradł jego wygraną. Veronica przesłuchuje uczestników gry zorganizowanej w domu Logana. W tym samym czasie ojciec Veroniki dostaje intratne zlecenie. Lynn Echolls wynajmuje go, aby ustalił, kto prześladuje jej męża Aarona. Na przyjęciu bożonarodzeniowym Aaron zostaje zaatakowany przez jedną z kelnerek - jego byłą kochankę. |    |                              |                    |                                        |                      |                |
| 11 | 11 | Silence of the Lamb          | John Kretchmer     | Jed Seidel Dayna Lynne North           | 4 stycznia 2005      | 19 lutego 2007 |
| Miasteczko Neptune jest w szoku. Seryjny zabójca studentek zaatakował ponownie. Keith już wcześniej zajmował się tą sprawą i znów policja włącza go do śledztwa. W tym samym czasie Veronica zaczyna robić fortunę. Zajęła się śledztwem, w którym demaskuje brudne sprawki rodziców swoich szkolnych kolegów. Jej uwaga skupia się głównie na bogatych i najbardziej aroganckich uczniach Neptune High ale przy okazji poznaje pilnie strzeżone tajemnice rodziny zaprzyjaźnionej z nią Mac. Okazuje się, że ujawnienie pewnych informacji mogłoby mieć dla jej przyjaciółki tragiczne konsekwencje. |    |                              |                    |                                        |                      |                |
| 12 | 12 | Clash of the Tritons         | David Barrett      | Phil Klemmer Aury Wallington           | 11 stycznia 2005     | 20 lutego 2007 |
| Jeden z uczniów zdobył podrobiony dowód osobisty, kupił alkohol i teraz jest w stanie śpiączki. Rodzice poszkodowanego oskarżają Veronikę, choć ona nie ma z tą sprawą nic wspólnego. Postanawia jednak znaleźć winnych. Jej śledztwo demaskuje tajną organizację działającą w szkole pod przywództwem Duncana. W tym samym czasie Keith otrzymuje nowe zlecenie. Tym razem to Aaron Echolls chce się dowiedzieć, kto przekazał prasie zdjęcia kompromitujące jego żonę Lynn. W trakcie szkolnego śledztwa Veronica montuje w pokoju psychologa podsłuch. Dzięki temu dowiaduje się zaskakujących rzeczy o swoich przyjaciołach. |    |                              |                    |                                        |                      |                |
| 13 | 13 | Lord of the Bling            | Steve Gomer        | John Enbom                             | 8 lutego 2005        | 21 lutego 2007 |
| Veronica i Keith zajmują się porwaniem córki słynnego muzyka (Anthony Anderson). W trakcie śledztwa Veronica i Keith poznają tajemnice rodziny artysty i długą listę jego potencjalnych wrogów. Wszystkich poraża wiadomość o tym, że Lynn popełniła samobójstwo. Logan i jego ojciec Aaron (Harry Hamlin) przygotowują się do pogrzebu. Odejście Lynn zaostrza konflikt pomiędzy ojcem i synem. Logan nie wierzy, że jego matka nie żyje. |    |                              |                    |                                        |                      |                |
| 14 | 14 | Mars vs. Mars                | Marcos Siega       | Rob Thomas, Jed Seidel, Diane Ruggiero | 15 lutego 2005       | 22 lutego 2007 |
| Szkolna koleżanka Veroniki oskarża jednego z najbardziej popularnych nauczycieli o molestowanie. Weronika staje po stronie oskarżonego nauczyciela, natomiast jej ojciec reprezentuje poszkodowaną. Okazuje się, że ulubiony nauczyciel Weroniki nie jest bez winy. Tymczasem Logan zmaga się z osobistym dramatem śmierci matki. Prasa opublikowała informację, że jego matka żyje. Logan prosi Veronikę o sprawdzenie, czy to prawda - nadal w to nie wierzy. Na jaw wychodzi informacja, którą Duncan starał się ukryć i która dotyczy stanu jego zdrowia - choruje na epilepsję. |    |                              |                    |                                        |                      |                |
| 15 | 15 | Ruskie Business              | Guy Bee            | Phil Klemmer John Enbom                | 22 lutego 2005       | 23 lutego 2007 |
| Veronica „zamienia się” w detektywa od spraw sercowych. Otrzymuje dwa zlecenia, każde w sprawie odnalezienia zaginionych lub ukrywających się kochanków. Jedną z tych spraw prowadzi na zlecenie swojej przyjaciółki Meg (Alona Tal). W tym samym czasie okazuje się, że ktoś nadal korzysta z karty kredytowej należącej do zmarłej Lynn Echolls. Veronica i syn zmarłej, Logan jadą do Los Angeles. Mają nadzieję, że znajdą tam Lynn, albo wreszcie poznają prawdę o jej losie. Niestety okazuje się, że to siostra Logana zdobyła te karty, co znaczy, że Lynn nie żyje. |    |                              |                    |                                        |                      |                |
| 16 | 16 | Betty and Veronica           | Michael Fields     | Diane Ruggiero                         | 29 marca 2005        | 26 lutego 2007 |
| Szkolna drużyna koszykówki nie zagra bez ulubionej maskotki. Ta maskotka została porwana w przeddzień ważnego meczu. Jedyną osobą, która może teraz pomóc jest Veronica, to ona ma odnaleźć maskotkę. W tym samym czasie Veronice udaje się nawiązać kontakt ze swoją matką. Sprawa śmierci Lilly nadal nie daje jej spokoju. Weronika postanawia kolejny raz przesłuchać nagrania z przesłuchań rodziny Kane'ów. Przy okazji śledztwa Veronica znajduje nową miłość, którą niestety wykorzystała do zdobycia nagrań. Jej przyjaciółka Meg coraz bardziej interesuje się Duncanem. |    |                              |                    |                                        |                      |                |
| 17 | 17 | Kanes and Abel's             | Nick Marck         | Carolyn Murray                         | 5 kwietnia 2005      | 27 lutego 2007 |
| Veronica kontynuuje prywatne śledztwo w sprawie śmierci swojej przyjaciółki Lilly. Właśnie dowiedziała się, że córka mężczyzny, który przyznał się do winy, Amelia DeLongpre (Erin Chambers), ma otrzymać pokaźne wynagrodzenie od Jake'a Kane'a (Kyle Secor), ojca zamordowanej. Jednocześnie w szkole Weronika otrzymuje zlecenie od koleżanki. Sabrina (Megan Henning) ukończyła naukę z najwyższą lokatą i to ona powinna przemawiać na uroczystości rozdania dyplomów. Tymczasem ktoś próbuje ją zastraszyć i zmusić do zrezygnowania z tego zaszczytu. Veronica ma ustalić, kto. To trudne zadanie, bowiem ambitna Sabrina ma wielu wrogów. Ojciec Weroniki otrzymuje ciekawą propozycję współpracy od konkurencyjnej firmy detektywistycznej należącej do Vinnie Vanlowe'a (Ken Marino), jednak odmawia. |    |                              |                    |                                        |                      |                |
| 18 | 18 | Weapons of Class Destruction | John Kretchmer     | Jed Seidel                             | 12 kwietnia 2005     | 28 lutego 2007 |
| W szkole powtarzają się alarmy bombowe. Veronica postanawia dowiedzieć się, kto jest autorem tych głupich żartów. W śledztwie Veronice pomagają Wallace i Mac. We trójkę uważnie analizują zachowania wielu potencjalnych agresorów, w tym nowego kolegi, Bena (Jonathan Taylor Thomas). Ojciec zaskakuje Veronikę informacją o tym, z kim ostatnio umawia się na randki. Jest to mama Wallace'a. Duncan ma już dość tego, że Veronica ciągle wtrąca się w sprawy jego rodziny i otwarcie prosi ją, aby wreszcie przestała. Veronica i Logan po raz pierwszy się całują. |    |                              |                    |                                        |                      |                |
| 19 | 19 | Hot Dogs                     | Nick Marck         | Dayna Lynne North                      | 19 kwietnia 2005     | 1 marca 2007   |
| Z powodu jednego zaginionego psa Veronica musi zająć się poważnym dochodzeniem w sprawie innych zwierząt znikających w miejscowości Neptune. Na końcu odcinka dowiadujemy się, że to w jednym ze schronisk przetrzymywane są zwierzęta, a do właścicieli wracają tylko te, za które wyznaczono dużą nagrodę. W rodzinie Echollsów znów narastają konflikty. Przyrodnia siostra Logana, Trina (Alyson Hannigan) próbuje namówić Aarona do udziału w filmie jej chłopaka. Aaron nie jest tym pomysłem zachwycony. Okazuje się, że chłopak bije Trinę i zmusił ją aby namówiła swojego tatę do tej roli. Weevil zostaje aresztowany za włamanie do domu Kane'ów. Włamał się, aby ukraść coś z pokoju zmarłej Lilly. Był to podobno długopis na tajne wiadomości. |    |                              |                    |                                        |                      |                |
| 20 | 20 | M.A.D.                       | John Kretchmer     | Phil Klemmer John Enbom                | 26 kwietnia 2005     | 2 marca 2007   |
| Koleżanka z klasy Weroniki chce zerwać ze swoim chłopakiem, ale nie może. Jest szantażowana, jej chłopak zagroził, że w przypadku zerwania umieści w Internecie kompromitujący ją film. Veronica wpada na pomysł, jak zmusić chłopaka, aby zgodził się na pokojowe zerwanie dawnego związku. Niestety ostatecznie dziewczyna zostaje skompromitowana, a chłopak nie ponosi za to kary. W tym czasie Keith poszukuje zaginionego Duncana. Jego rodzice wyznaczyli za odnalezienie syna wysoką nagrodę. Veronica kontynuuje swoją nową miłość w tajemnicy. Jednocześnie postanawia ukarać winnych napaści na nią i rozpoczyna kolejne śledztwo. |    |                              |                    |                                        |                      |                |
| 21 | 21 | A Trip to the Dentist        | Marcos Siega       | Diane Ruggiero                         | 3 maja 2005          | 5 marca 2007   |
| Veronica postanawia wnieść oskarżenie przeciwko osobie, która zgwałciła ją kiedyś podczas przyjęcia. W tej sprawie Weronika musi przesłuchać wiele osób, które gościły wówczas w domu Shelly Pomeroy (Melissa Hoover). Weronika wówczas odkrywa prawdę na temat jej biologicznego ojca i przyjęcia. Przeprasza Logana za podejrzewanie go o tę napaść. Jednocześnie Weronika i Wallace muszą uwolnić się od zarzutów, jakie stawia im Alicia (Erica Gimpel), która uważa, że prywatne dochodzenia prowadzone przez Weronikę utrudniają jej pracę. Keith Mars odnalazł Duncana ukrywającego się na Kubie, po czym wraca do domu cały. W tym samym czasie Aaron stara się nawiązać przyjazne kontakty ze swoim synem Loganem i organizuje dla niego spóźnione przyjęcie urodzinowe, na którym wychodzi na jaw, że Logan i Veronica są razem. Dziewczyna dowiaduje się, że napluto jej do drinka, a ślina zawierała składniki tabletki gwałtu. W trakcie przyjęcia Logan i Veronica spędzają cały czas w pokoju całując się. Pod nieuwagę Logana Veronica odkrywa prawdę o tym, że pokój w którym przebywa jest monitorowany i wybiega z przyjęcia urodzinowego. Gdy wraca do domu zauważa ze jej matka wróciła. |    |                              |                    |                                        |                      |                |
| 22 | 22 | Leave It to Beaver           | Michael Fields     | Rob Thomas Diane Ruggiero              | 10 maja 2005         | 6 marca 2007   |
| Veronice udaje się rozwiązać zagadkę tragicznej śmierci jej najlepszej przyjaciółki Lilly Kane. Zabił ją jej kochanek - ojciec Logana, jej chłopaka, zaraz po tym gdy dowiedział się, że Lilly wie o ich nagraniach podczas seksu. Niestety, sukces Veroniki jest tylko połowiczny i płaci za niego wysoką cenę. Traci kogoś, na kim bardzo jej zależało - swoją matkę. Prosi ją o odejście, ponieważ dowiaduje się, że nadal pije i straciła jej pieniądze na studia. Mama odchodzi, zabierając czek za znalezienie przez Keitha, Duncana. |    |                              |                    |                                        |                      |                |

## 2 seria (2005-2006)
| 23 | 1  | Normal Is the Watchword                | John Kretchmer     | Rob Thomas                     | 28 września 2005     | 7 marca 2007    |
| Po burzliwym lecie, kiedy udało się wreszcie wyjaśnić tajemnicę zabójstwa przyjaciółki, Veronica Mars stara się wrócić do normalnego życia. Wolny czas spędza z przyjaciółmi ze szkoły, nadal utrzymuje się sama, ale już z innej pracy. Jednak nie straciła detektywistycznej żyłki. Wraca do tego zajęcia, gdy jej przyjaciel Wallace (Percy Daggs III) zostaje podejrzany o zażywanie narkotyków i usunięty z drużyny. Veronica prowadzi śledztwo w tej sprawie. Natomiast jej ojciec, Keith (Enrico Colantoni), postanawia napisać książkę o morderstwie Lilly Kane. W tym celu spotyka się ze znaną dziennikarką Julie Chen (we własnej osobie). Wszystkich mieszkańców miasteczka Neptune absorbuje sprawa zbuntowanego nastolatka Logana Echollsa. Jego ojciec został oskarżony o morderstwo, chłopak też ma kłopoty z prawem. |    |                                        |                    |                                |                      |                 |
| 24 | 2  | Driver Ed                              | Nick Marck         | Diane Ruggiero                 | 5 października 2005  | 8 marca 2007    |
| Veronica szuka winnego katastrofy autobusowej. Obwinia się także za stan jej koleżanki Meg, która przeżyła jako jedyna i leży w szpitalu.Zaprzyjaźnia się z Jessicą, córką kierowcy, który prowadził autobus. Ojciec Veroniki, Keith przyjmuję propozycję zostania nowym szeryfem miasteczka. Veronica spędza upojne chwile ze swoim chłopakiem Duncanem. Przyjmuje śledztwo od kolegi Logana który podejrzewa że jego macocha zdradza ojca. Okazuje się, że tym kochankiem jest Logan a firma jego ojca robi wielkie przekręty. |    |                                        |                    |                                |                      |                 |
| 25 | 3  | Cheatty Cheatty Bang Bang              | John Kretchmer     | Phil Klemmer John Enbom        | 12 października 2005 | 9 marca 2007    |
| Beaver jest przekonany, że jego piękna macocha Kendall zdradza męża. Prosi więc Veronikę o pomoc. Niebawem dowiaduje się rzeczy, których nie podejrzewał. W tym czasie Keith i Alicia spędzają wakacje w Chicago. Tymczasem Wallace zaczyna umawiać się na randki z Jackie. Veronica nie jest tym zachwycona. Przebywając w domu Loganów, dziewczyna zdobywa dodatkowe informacje na temat okoliczności tragedii, która ostatnio wstrząsnęła miastem. |    |                                        |                    |                                |                      |                 |
| 26 | 4  | Green-Eyed Monster                     | Jason Bloom        | Dayna Lynne North              | 19 października 2005 | 12 marca 2007   |
| Veronica jest zazdrosna o Duncana i nie potrafi zapanować nad tym uczuciem. Jednocześnie pomaga młodej kobiecie, która podejrzewa, że narzeczony oszukuje ją, aby zdobyć jej majątek. Veronica i jej klientka wymyślają różne podstępy, aby sprawdzić, czy mężczyzna rzeczywiście jest oszustem. Alicia zwraca się o pomoc do Keitha, aby pomógł jej uwolnić się od tajemniczego prześladowcy. Weevil przyznaje się Veronice, że to on odebrał anonimowy telefon o wypadku autobusu. |    |                                        |                    |                                |                      |                 |
| 27 | 5  | Blast from the Past                    | Harry Winer        | Phil Klemmer Cathy Belben      | 26 października 2005 | 13 marca 2007   |
| Veronica uczestniczy w programie telewizyjnym, do którego zaproszono również medium. Celem programu jest znalezienie odpowiedzi na pytanie, kto ukradł i posługiwał się kartą kredytową należącą do Jackie. W międzyczasie Wallace próbuje dowiedzieć się od matki prawdy o swoim ojcu. Veronica umieszcza urządzenie podsłuchowe w biurze szeryfa, dzięki temu udaje jej się usłyszeć wiadomość pozostawioną przez jednego z pasażerów rozbitego autobusu. |    |                                        |                    |                                |                      |                 |
| 28 | 6  | Rat Saw God                            | Kevin Bray         | John Enbom Phil Klemmer        | 9 listopada 2005     | 14 marca 2007   |
| Veronica pomaga Abelowi Koontzowi (Christian Clemenson). To ten sam mężczyzna, który kiedyś jako pierwszy został oskarżony o zamordowanie Lilly Kane. Mężczyzna poszukuje swojej zaginionej córki. |    |                                        |                    |                                |                      |                 |
| 29 | 7  | Nobody Puts Baby in a Corner           | Nick Marck         | Diane Ruggiero                 | 16 listopada 2005    | 15 marca 2007   |
| Veronica i Duncan dowiadują się, że była dziewczyna Duncana, Meg Manning (Alona Tal), która obecnie przebywa w stanie śpiączki, kiedyś pracowała jako opiekunka do dzieci. Dziecko, którym się opiekowała padło ofiarą przemocy. Veronica zatrudnia się w podobnym charakterze, aby ustalić tożsamość molestowanego dziecka. W tym czasie Kendall kontynuuje swój romans z Loganem, podczas gdy jej przybrani synowie, Dick i Beaver, odkrywają finansowe tajemnice rodziny. Burmistrz Woody Goodman składa ojcu Veroniki kolejną intrygującą propozycję. |    |                                        |                    |                                |                      |                 |
| 30 | 8  | Ahoy Mateys                            | Steve Gomer        | John Enbom Cathy Belben        | 23 listopada 2005    | 16 marca 2007   |
| Veronica pomaga ojcu w poszukiwaniu osoby, która prześladuje rodziny ofiar wypadku szkolnego autobusu. Szczególne nieprzyjemności spotykają tych, którzy wystąpili do sądu przeciwko lokalnym władzom szkolnym zarzucając im zaniedbania. Jednocześnie Veronica popada w poważne tarapaty. Naraziła się gangsterom, ponieważ zgodziła się pomagać oskarżanemu o zabójstwo Loganowi. Weevil też ma problemy, chłopaki z klubu nie zgadzają się, aby był ich przewodniczącym. |    |                                        |                    |                                |                      |                 |
| 31 | 9  | My Mother, the Fiend                   | Nick Marck         | Phil Klemmer Dayna Lynne North | 30 listopada 2005    | 19 marca 2007   |
| Veronica włamuje się do biura szkoły i zostaje przyłapana na gorącym uczynku. Za karę ma uporządkować szkolne archiwum i przy tej okazji trafia na dokumenty dotyczące jej matki. Okazuje się, że jej matka była zawieszona w prawach ucznia z powodów, które później miały ogromny wpływ na losy jej rodziny. Tymczasem Trina Echolls (Alyson Hannigan) wraca do miasteczka Neptune, aby wyreżyserować sztukę. Ona i nowa dziewczyna Logana, Kendall Casablancas nie przypadają sobie do gustu. Weevil próbuje sam dowiedzieć się od Logana czegoś na temat zabójstwa Felixa. |    |                                        |                    |                                |                      |                 |
| 32 | 10 | One Angry Veronica                     | John Kretchmer     | Russell Smith                  | 7 grudnia 2005       | 20 marca 2007   |
| Veronica ma pecha. Zamiast odpoczywać w czasie świątecznych ferii zostaje powołana jako sędzia przysięgły w kontrowersyjnej sprawie. Młoda Latynoska została napadnięta. Oskarżeni są bogaci i cieszą się większym zaufaniem społecznym niż ich ofiara. W tym czasie Keith pomaga burmistrzowi w ustaleniu, kto ukradł z posterunku policji taśmy pornograficzne, stanowiące dowód w sprawie. Jednocześnie dochodzi do tragicznego wydarzenia, które bezpośrednio dotyka osobę zaprzyjaźnioną z Veronicą. |    |                                        |                    |                                |                      |                 |
| 33 | 11 | Donut Run                              | Rob Thomas         | Rob Thomas                     | 25 stycznia 2006     | 21 marca 2007   |
| Zespół agentów FBI, dowodzony przez agentkę Morris, zostaje wezwany do śledzenia Duncana, który po zerwaniu z Veronicą ucieka z dzieckiem Meg. W tym samym czasie Wallace ujawnia tragiczny powód swego powrotu do Neptune. Logan prosi swego ojca, Dicka, o pomoc w ryzykownej sprawie. Chce pozbyć się jednego z członków klubu motocyklistów, człowieka, który usiłował wrobić Logana w morderstwo. |    |                                        |                    |                                |                      |                 |
| 34 | 12 | Rashard and Wallace Go to White Castle | John Kretchmer     | John Enbom                     | 1 lutego 2006        | 22 marca 2007   |
| Wallace wraca do miasteczka Neptune i próbuje zacząć nowe życie, ale nie opuszcza go pech. Kumpel z drużyny koszykówki, w której grał w Chicago próbuje zrzucić na niego odpowiedzialność za spowodowanie tragicznego w skutkach wypadku. Wkrótce, pracując nad kolejną sprawą, Veronica i jej ojciec Keith trafiają na informację, która pozwala im powiązać ze sobą jedną z ofiar katastrofy autobusu i ich nowego klienta, ojca Jackie. W tym czasie Weevil na własną rękę próbuje rozwiązać swoją sprawę i dociera do wstrząsających informacji. |    |                                        |                    |                                |                      |                 |
| 35 | 13 | Ain't No Magic Mountain High Enough    | Guy Bee            | Diane Ruggiero                 | 8 lutego 2006        | 23 marca 2007   |
| Podczas zabawy karnawałowej znikają wszystkie pieniądze zebrane na szkolną wycieczkę. Veronica ma kłopoty, bowiem to ona opiekowała się pieniędzmi. Teraz musi znaleźć złodzieja. Ku swemu zaskoczeniu w tej sprawie musi też bronić Jackie. W tym czasie Keith przesłuchuje Terrance'a Cooka w związku z wypadkiem autobusu. Robi to niechętnie, ponieważ Terrance jest jego idolem. Dick poniża Beavera w obecności jego dziewczyny, a Logan próbuje poderwać młodszą od siebie koleżankę. |    |                                        |                    |                                |                      |                 |
| 36 | 14 | Versatile Toppings                     | Sarah Pia Anderson | Phil Klemmer                   | 15 marca 2006        | 26 marca 2007   |
| Homoseksualni uczniowie szkoły w Neptune ukrywają swoje skłonności, ale ktoś włamuje się na ich stronę. W zamian za zachowanie tajemnicy szantażysta żąda ogromnych kwot. Veronica próbuje im pomóc. W tym czasie jej ojciec, Keith, prowadzi nadal sprawę dotyczącą ojca Jackie, Terrance'a Cooka. Przyczyny katastrofy autobusu pozostają nadal niewyjaśnione. Logan ciągle próbuje poderwać młodszą koleżankę, narażając się na gniew jej ojca. |    |                                        |                    |                                |                      |                 |
| 37 | 15 | The Quick and the Wed                  | Rick Rosenthal     | John Serge                     | 22 marca 2006        | 27 marca 2007   |
| Nowa dziewczyna Wallace'a, Jane (Valorie Curry), prosi Veronikę o pomoc w sprawie jej siostry, która uciekła od ołtarza. Nie chodzi o zerwanie zaręczyn, ale o poważne problemy, które doprowadziły jej siostrę do podjęcia takiej decyzji. Jednocześnie Keith i Veronica znaleźli ważny dowód w sprawie katastrofy autobusu i postanowili przekazać go szeryfowi Lambowi (Michael Muhney). Tymczasem Kendall przedstawia ofertę nie do odrzucenia przebywającemu w więzieniu ojcu Logana, Aaronowi (Harry Hamlin). |    |                                        |                    |                                |                      |                 |
| 38 | 16 | The Rapes of Graff                     | Michael Fields     | John Enbom                     | 29 marca 2006        | 28 marca 2007   |
| Veronica musi pomóc swojemu byłemu chłopakowi. Troy Vandergraff (Aaron Ashmore) został oskarżony o gwałt. W karnej sprawie Logana i w jego związku z Hannah (Jessy Schram) następują istotne zmiany. W tym czasie Keith odbiera telefon od znajomego prokuratora. Cliff (Daran Norris) znalazł się w kompromitującej sytuacji w jednym z hoteli i teraz pilnie potrzebuje pomocy detektywa. |    |                                        |                    |                                |                      |                 |
| 39 | 17 | Plan B                                 | John Kretchmer     | Dayna Lynne North              | 5 kwietnia 2006      | 29 marca 2007   |
| Weevil, dzięki pomocy Veroniki ostatecznie rozwiązuje sprawę zabójstwa Felixa. Morderca zostaje schwytany. Tymczasem Logan wygrywa konkurs literacki i w nagrodę odbywa staż polegający na bliskiej współpracy z burmistrzem Woodym Goodmanem. W nagrodę Logan zostaje jego honorowym zastępcą. W tym samym czasie wiele się zmienia w życiu uczuciowym obywateli miasteczka Neptune. |    |                                        |                    |                                |                      |                 |
| 40 | 18 | I Am God                               | Martha Mitchell    | Diane Ruggiero Cathy Belben    | 11 kwietnia 2006     | 30 marca 2007   |
| Veronica ma sny, w których ukazują jej się uczniowie - ofiary wypadku autobusu. W tym czasie Logan i Wallace bez entuzjazmu pracują nad projektem z fizyki. Ich prace nabierają tempa, gdy okazuje się, że ten projekt może pomóc Veronice w zdobyciu stypendium. Nagle wielu uczniów przedstawia zwolnienia lekarskie i ubiega się o przystąpienie do egzaminów w innym terminie. Dyrektor szkoły zleca Keithowi sprawdzenie, czy zwolnienia lekarskie są prawdziwe. |    |                                        |                    |                                |                      |                 |
| 41 | 19 | Nevermind the Buttocksr                | Jason Bloom        | Phil Klemmer                   | 18 kwietnia 2006     | 2 kwietnia 2007 |
| Veronica przyjmuje pozornie prostą sprawę. Ktoś potrącił samochodem psa należącego do pewnego chłopaka ze szkoły. W trakcie śledztwa Veronica dowiaduje się zaskakujących rzeczy. Pomagając Mac w odzyskaniu odebranego jej przez dyrektora aparatu do podsłuchiwania prosi o pomoc jego syna obiecując mu, że w zamian za to Mac umówi się z nim na bal. W końcu okazuje się, że brat chłopaka, którego psa zabito to jeden z członków gangu, który pracuje dla Fitzpatricków. Dowiaduje się również, że pies został zabity przez Liama Fitzpatricka, ponieważ chłopak nie dostarczył mu wymaganej ilości pieniędzy za narkotyki Na koniec Jackie zaskakuje Veronikę prośbą o załatwienie pracy w kawiarni. |    |                                        |                    |                                |                      |                 |
| 42 | 20 | Look Who's Stalking                    | Michael Fields     | John Enbom                     | 25 kwietnia 2006     | 3 kwietnia 2007 |
| Veronica nie słucha rad ojca i przyjmuje sprawę szkolnej koleżanki, która twierdzi, że jest prześladowana. Keith podejrzewa, że w tę sprawę może być zamieszany Woody. Veronica dokonuje szokujących ustaleń, które zmuszają ją do podjęcia dalszego śledztwa. Tymczasem Woody przebywa w motelu w towarzystwie kobiety, która nagle traci przytomność. Woody'emu grozi skandal, Keith stara się mu pomóc i zatuszować sprawę. Balu nie będzie, ponieważ uczniowie zostali przyłapani na piciu alkoholu w czasie wycieczki. Logan postanawia zorganizować prywatny bal absolwentów. |    |                                        |                    |                                |                      |                 |
| 43 | 21 | Happy Go Lucky                         | Steve Gomer        | Diane Ruggiero                 | 2 maja 2006          | 4 kwietnia 2007 |
| Sprawa przeciwko Aaronowi Echollsowi dobiega końca. Sytuacja staje się bardzo napięta, ponieważ Veronica, Keith i Logan muszą zeznawać przeciwko niemu. Jednocześnie Veronica trafia na podejrzanej treści e-maile w komputerze należącym do Woody'ego. Keith domaga się, aby na tej podstawie szeryf aresztował Woody'ego. Szeryf odmawia obawiając się, że ta sprawa ich ośmieszy. Wszyscy są zaskoczeni zamieszaniem w szkole. Woźny wkroczył do szkoły z bronią z zamiarem znalezienia Gii Goodman (Krysten Ritter), córki Woody'ego. |    |                                        |                    |                                |                      |                 |
| 44 | 22 | Not Pictured                           | John Kretchmer     | Rob Thomas John Enbom          | 9 maja 2006          | 5 kwietnia 2007 |
| Nadchodzi ostatni dzień nauki. Wszyscy zjawiają się w szkole, by odebrać świadectwo ukończenia liceum. Wcześniej Veronica ma sen, w którym Keith dalej jest z jej matką, jej chłopakiem jest Logan a zabójstwo Lilly nie miało miejsca. Po rozdaniu świadectw uczniowie urządzają huczne przyjęcie. Veronica dowiaduje się, że sprawcą wypadku autobusowego jest Cassidy, który zrobił to, aby jego dwaj koledzy nie wyjawili, że byli molestowani seksualnie przez Woody'ego Goldmana. Cassidy nie mógłby znieść takiego poniżenia. Zwabia Veronikę na dach budynku mieszkania Logana, Cassidy próbuje namówić ją do samobójstwa, bo jak mówi: „Nie chce mieć pobrudzonej kurtki twoim DNA”, próbuje ją zabić, ale ratuje ją Logan.Wcześniej jednak Cassidy informuje ją, że jej ojciec znajduje się na pokładzie samolotu, który przewozi schwytanego Woodiego,samolotu który zaraz wysadzi. Veronica jest przekonana, że jej ojciec nie żyje. Cassidy popełnia samobójstwo skacząc z dachu wieżowca. Do domu zawozi ją Logan, zasypia. Budzi się, gdy wydaje jej się, że słyszy ojca w domu. Zastaje tam tylko Logana. Rozpacza po śmierci ojca, gdy nagle ten zjawia się w drzwiach. Okazuje się, że szeryf Lamb zabronił mu lecieć z nimi samolotem, w obawie że mieszkańcy źle to odbiorą. Veronica i Logan godzą się i znów zostają parą. Na koniec uniewinniony Aaron Echolls zostaje zastrzelony w mieszkaniu Logana przez osobę wynajętą przez Duncana Kane'a. |    |                                        |                    |                                |                      |                 |

## 3 seria (2006-2007)
| 45 | 1  | Welcome Wagon                          | John Kretchmer | Rob Thomas                                             | 3 października 2006  | 1 lutego 2008  |
| Veronica jest w dobrej formie od momentu w którym ona, jej chłopak Logan i bliscy przyjaciele, Wallace i Mac stawiają kroki w campusie College'u Hearst. Wallace angażuje Veronikę w pomoc swojemu nowemu współlokatorowi, Pizowi, który został okradziony. W czasie pracy nad sprawą Piza Veronica przekonuje się, że kampusowy seryjny gwałciciel znowu zaatakował. W tym czasie Keith wpada w tarapaty w czasie transportu przez kraj niedawno wypuszczonego skazańca, aby ten mógł spotkać się z Kendall (gościnnie Charisma Carpenter). |    |                                        |                |                                                        |                      |                |
| 46 | 2  | My Big Fat Greek Rush Week             | John Kretchmer | Diane Ruggiero                                         | 10 października 2006 | 4 lutego 2008  |
| Veronica przeżywa ciężkie chwile, kiedy okazuje się, że mogła zapobiec gwałtowi na Parker. Jednocześnie kontynuuje starania o przyjęcie do uniwersyteckiej gazetki. Dostaje zadanie przeniknięcia do dziewczęcego stowarzyszenia i odkrycia tajemnicy, która może być związana z gwałcicielem.Tymczasem na zajęciach z socjologii Wallace i Logan dostają interesujące zadanie. Mają wziąć udział w projekcie, który bada zachowania więźniów i strażników więziennych. Okazuje się, że w drodze losowania lądują po przeciwnych stronach krat. |    |                                        |                |                                                        |                      |                |
| 47 | 3  | Wichita Linebacker                     | Harry Winer    | Phil Klemmer John Enbom                                | 17 października 2006 | 5 lutego 2008  |
| Veronica przyjmuje sprawę skradzionej książki z planami taktycznymi meczów futbolowych uniwersyteckiej drużyny. Przerażony zawodnik, któremu zginęły plany, obawia się o utraty stypendium w razie, gdy sprawa wyjdzie na jaw. Weevil traci pracę w myjni samochodowej. By nie trafić do więzienia przyjmuje stanowisko asystenta w agencji detektywistycznej ojca Veroniki, Keitha Marsa. |    |                                        |                |                                                        |                      |                |
| 48 | 4  | Charlie Don't Surf                     | Jason Bloom    | Diane Ruggiero Jason Elen                              | 24 października 2006 | 6 lutego 2008  |
| Logan Echolls podejrzewa swojego księgowego o przywłaszczanie sobie jego pieniędzy. W trakcie krótkiego śledztwa jego dziewczyna natrafia na tajemniczego Charliego Stone’a do którego regularnie trafiają pokaźne sumy z fortuny Echollsów. Do Keitha przychodzi dawna znajoma Harmony chcąca dowiedzieć się czy jej mąż zdradza ją z inną kobietą. Chcąc odnaleźć gwałciciela grasującego w kampusie Uniwersytetu Hearsta Veronica przyjmuje zlecenie od jednego ze stowarzyszeń działających na uniwerku. Znajdując się „w paszczy lwa” chce udowodnić winę lub wyeliminować ewentualność uczestnictwa któregoś z członków bractwa w gwałtach. |    |                                        |                |                                                        |                      |                |
| 49 | 5  | President Evil                         | Nick Marck     | Jonathan Moskin David Mulei                            | 31 października 2006 | 7 lutego 2008  |
| Dziekan O’Dell i jego żona zwracają się do Keitha z prośbą o odnalezienie byłego męża pani O’Dell. Jej umierający syn chce poznać swojego biologicznego ojca, który jednocześnie może okazać się jego ostatnią nadzieją na dalsze życie. Podczas halloweenowego przyjęcia w nielegalnym kasynie mieszczącym się w jednym z pokoi akademika dochodzi do rabunku. Veronica postanawia osobiście zająć się tą sprawą, gdyż skradziono jej wisiorek należący wcześniej do jej przyjaciółki Lilly. Pierwszym podejrzanym zostaje Weevil. |    |                                        |                |                                                        |                      |                |
| 50 | 6  | Hi, Infidelity                         | Michael Fields | John Enbom                                             | 7 listopada 2006     | 8 lutego 2008  |
| Esej z kryminologii napisany przez Veronikę zostaje oceniony najlepiej z całej grupy studentów przez profesora Landry. Jednak asystent profesora uznaje go za plagiat pokazując oryginał pracy umieszczony w Internecie na długo przed oddaniem eseju przez dziewczynę. Veronica otrzymuje trzy dni na udowodnienie, iż to ona jest autorką tekstu. Tymczasem niewinne spotkania Keitha i Harmony według córki detektywa zaczynają przeradzać się w coś więcej niż tylko przyjaźń. |    |                                        |                |                                                        |                      |                |
| 51 | 7  | Of Vice and Men                        | Harry Winer    | Phil Klemmer                                           | 14 listopada 2006    | 11 lutego 2008 |
| Do jednego ze studentów przyjeżdża ukochana z czasów liceum. Pomimo obietnicy odebrania dziewczyny z lotniska chłopak nie zjawia się ponadto od pewnego czasu nie widziano go w akademiku. Veronica podejrzewa, iż w ten sposób niedojrzały mężczyzna chce zerwać z dziewczyną. Pomimo przeczucia rozpoczyna poszukiwania. Sprawa gwałtów w kampusie nadal pozostaje nierozwiązana pomimo odnalezienia podejrzanego Mercera Hayesa. Logan prosi swoją dziewczynę o udowodnienie, iż jego znajomy nie miał nic z tym wspólnego. Obydwoje z Mercerem mają alibi na czas ostatniego gwałtu, jednak Logan nie może nikomu o nim powiedzieć. Po obiedzie w uniwersyteckiej stołówce Veronica źle się czuje. Rozpoznaje działanie narkotyków, które stosuje gwałciciel z kampusu.                   |    |                                        |                |                                                        |                      |                |
| 52 | 8  | Lord of the Pi's                       | Steve Gomer    | Diane Ruggiero                                         | 21 listopada 2006    | 12 lutego 2008 |
| Veronica, w roli fotoreporterki pracującej dla uniwersyteckiej gazety, trafia na bankiet zorganizowany w przeddzień głosowania nad usunięciem bractw uniwersyteckich. W spotkaniu uczestniczy Selma Rose będąca bogatą wnuczką założyciela Hearst College. Kiedy kobieta znika w środku przyjęcia, w niewyjaśnionych okolicznościach, dziekan O’Dell zleca Keithowi odnalezienie jej. |    |                                        |                |                                                        |                      |                |
| 53 | 9  | Spit & Eggs                            | Rob Thomas     | Rob Thomas                                             | 28 listopada 2006    | 13 lutego 2008 |
| Wniosek o usunięcie bractw uniwersyteckich zostaje przegłosowany, jednak posiadający decydujący głos dziekan postanawia je utrzymać. Logan i Veronica postanawiają zakończyć swój związek. Dziewczyna postanawia dalej zająć się sprawą gwałtów po tym jak w uniwersyteckiej gazecie gwałciciel umieścił informacje, że na najbliższej imprezie w bractwie znajdzie kolejną ofiarę. Razem z przyjaciółmi Mac, Wallace’em i Pizem idą na imprezę zaopatrzeni w testy wykrywające narkotyki. Następnego ranka Weevil znajduje zwłoki dziekana O’Della w jego biurze. |    |                                        |                |                                                        |                      |                |
| 54 | 10 | Show Me the Monkey                     | Nick Marck     | John Enbom Robert Hull                                 | 23 stycznia 2007     | 14 lutego 2008 |
| Żona dziekana O’Della uważa pomimo śledztwa policji, że jej mąż nie popełnił samobójstwa. Zwraca się z tym do Keitha, który początkowo sceptycznie podchodzi do sprawy, jednak po wstępnych ustaleniach postanawia zająć się sprawą. Veronica otrzymuje zadanie odnalezienia skradzionych z laboratorium szczurów i małpki na których prowadzone były eksperymenty. Podejrzewając, iż winni za kradzież i zdemolowanie laboratorium są uniwersyteccy ekolodzy dziewczyna postanawia wraz z Mac przyłączyć się do ich organizacji. Kryzys pomiędzy Loganem i Veronicą zostaje zażegnany i para wraca do siebie. |    |                                        |                |                                                        |                      |                |
| 55 | 11 | Poughkeepsie, Tramps and Thieves       | John Kretchmer | Diane Ruggiero                                         | 30 stycznia 2007     | 15 lutego 2008 |
| Veronica zostaje poproszona o odnalezienie dziewczyny która jest prawdziwą miłością jednego ze studentów. Niestety chłopak poza imieniem i informacją, iż ukochana ma wyjść za mąż nie wie o niej nic. Szybko okazuje się, że poszukiwana nie ma w planach zamążpójście a do tego jest wynajętą przez przyjaciół chłopaka prostytutką. |    |                                        |                |                                                        |                      |                |
| 56 | 12 | There's Got to Be a Morning After Pill | Tricia Brock   | David Mulei, Jonathan Moskin, Phil Klemmer, John Enbom | 6 lutego 2007        | 18 lutego 2008 |
| Bonnie, dziewczyna Tima Foyle'a, prosi Veronikę o pomoc w odnalezieniu osoby, która podała jej środek zabijający płód. Bonnie podejrzewa o to Dicka Casablancasa, z którym miała intymne kontakty. W czasie śledztwa wychodzi na jaw, że Bonnie ma konserwatywnych rodziców, a jej ojciec jest znanym duchownym. Veronica zrywa z Loganem po tym, jak ten przyznaje się, że przespał się z Madison Sinclair latem w Aspen, gdy rozstali się z Veronicą. |    |                                        |                |                                                        |                      |                |
| 57 | 13 | Postgame Mortem                        | John Kretchmer | Joe Voci                                               | 13 lutego 2007       | 19 lutego 2008 |
| Trener drużyny koszykarskiej z Hearst, Tom Barry, zostaje zamordowany. Policja podejrzewa syna denata, Josha. Wdowa po trenerze, Kathleen Barry, zatrudnia Keitha, aby wyjaśnił sprawę. Veronica pomaga w śledztwie. W międzyczasie Logan przechodzi załamanie po utracie dziewczyny, przez długi czas nie wychodzi z domu. Dick zaprasza swoją partnerkę do Vegas, zostawiając jej 13-letnią siostrę, Heather, pod opieką Logana. |    |                                        |                |                                                        |                      |                |
| 58 | 14 | Mars, Bars                             | Harry Winer    | Phil Klemmer, John Enbom, Joe Voci                     | 20 lutego 2007       | 20 lutego 2008 |
| Kontynuacja poprzedniego odcinka. Josh kontaktuje się z Veronicą i prosi ją o oczyszczenie go z zarzutów. Dziewczyna nie wie, czy mu wierzy, ale zajmuje się tą sprawą i doprowadza ją do końca. Logan pomaga Mac i Parker w walentynkowym konkursie, zajmują 3 miejsce. Szeryf Lamb zostaje zamordowany przez byłego męża wdowy po dziekanie. |    |                                        |                |                                                        |                      |                |
| 59 | 15 | Papa's Cabin                           | Michael Fields | John Enbom                                             | 27 lutego 2007       | 21 lutego 2008 |
| Veronica wraz z ojcem i Timem Foyle rozwiązują zagadkę śmierci dziekana O'Della. Keith, który przejął stanowisko po zmarłym szeryfie, aresztuje w czasie zajęć Hanka Landry za zabójstwo dziekana. Hank wychodzi z aresztu, ale policja go śledzi. Na łodzi spotyka się z Mindy O'Dell. Wkrótce policja znajduje łódź i Hanka. Mindy nie żyje. Hank twierdzi, że to był wypadek. Po wszystkim Tim opowiada na zajęciach o rozwiązaniu tej sprawy, a Veronica dostrzega nowe fakty i odkrywa prawdę, że to wcale nie Hank jest winny, a zabójca ciągle się z nią bawił. |    |                                        |                |                                                        |                      |                |
| 60 | 16 | Un-American Graffiti                   | John Kretchmer | Robert Hull                                            | 1 maja 2007          | 22 lutego 2008 |
| Właścicielka arabskiej restauracji Middle Eastern wynajmuje Veronikę, aby znalazła człowieka, który wypisuje rasistowskie teksty na szybach knajpy. Dziewczyna trafia do weterana wojennego, który roznosi po mieście ulotki, propagujące nienawiść do Arabów. Jednak to nie on jest wandalem, którego szuka Veronica. Logan przygotowuje przyjęcie urodzinowe dla Parker. Keith łapie Piza i Wallace'a z fałszywymi dowodami, które zrobiła Veronica. Na przyjęciu u Logana Veronica dowiaduje się od Wallace'a że Piz jest w niej zakochany. Piz całuje Veronikę i razem wychodzą z imprezy. |    |                                        |                |                                                        |                      |                |
| 61 | 17 | Debasement Tapes                       | Dan Etheridge  | John Enbom                                             | 8 maja 2007          | 25 lutego 2008 |
| Piz oprawdza po Hearst gwiazdę popową sprzed lat, Desmonda Fellowsa. Okazuje się, że ten gubi swój plecak, w którym miał wszystkie nagrania, potrzebne do koncertu. Piz prosi o pomoc Veronikę. Ta podejrzewa kobietę, która czekała na wpół naga na Desmonda w hotelowym pokoju, a ten ją odtrącił. Okazuje się, że jest niewinna. Trop prowadzi do lotniska, gdzie ktoś mógł przez przypadek zabrać plecak muzyka. Veronica i Piz jadą, by go odzyskać. Gdy wracają, okłamują gwiazdę, aby ten zagrał koncert ze swoich nowych kawałków. Piz wraz z Veronicą razem bawią się na koncercie i stają się parą. |    |                                        |                |                                                        |                      |                |
| 62 | 18 | I Know What You'll Do Next Summer      | Nick Marck     | Jonathan Moskin David Mulei                            | 15 maja 2007         | 26 lutego 2008 |
| Piz przeprowadza w radiu wywiad z Apollo Bukenya, absolwentem Hearst i autorem popularnej książki o swoim dzieciństwie w nękanej wojnami Ugandzie. Afrykański mężczyzna, Kizza, wynajmuje Veronikę, aby sprawdziła, czy Apollo jest jego synem. W czasie śledztwa Veronica odkrywa, że Apollo nie przeżył tego, co opisuje w swojej książce. Mówi o tym swojemu klientowi, jednak ten nadal chce się spotkać ze swoim synem. Nie przychodzi jednak na umówione spotkanie. Parker i Logan planują oddzielne wakacje, dziewczyna ma z tym problem i przychodzi po radę do Veroniki. |    |                                        |                |                                                        |                      |                |
| 63 | 19 | Weevils Wobble But They Don't Go Down  | Jason Bloom    | Phil Klemmer                                           | 22 maja 2007         | 27 lutego 2008 |
| Weevil zostaje aresztowany za podrabianie kart studenckich. Ze względu na jego przeszłość kryminalną grozi mu długi pobyt w więzieniu. Chłopak prosi Veronikę o pomoc w oczyszczeniu go z zarzutów. Dziewczyna nie dowierza mu, ale zajmuje się jego sprawą. Piz zaprasza na swoją audycję dwóch kandydatów na szeryfa - ojca Veroniki, Keitha i drugiego detektywa z Neptune, Vinniego, na debatę, w czasie której dochodzi pomiędzy nimi do wielu spięć. Dick dostaje maila z nagraniem, na którym Veronica i Piz uprawiają seks. Chłopak pokazuje film Loganowi, a ten wpada do radia i bije Piza, oskarżając go o umieszczenie filmu w internecie. |    |                                        |                |                                                        |                      |                |
| 64 | 20 | The Bitch Is Back                      | Michael Fields | Rob Thomas Diane Ruggiero                              | 22 maja 2007         | 28 lutego 2008 |
| Veronica mówi Loganowi, że nie chce mieć z nim nic wspólnego. Parker uświadamia sobie, że Logan wciąż kocha Veronikę i zrywa z nim. Veronica prowadzi śledztwo w sprawie nagrania w internecie. Trafia na tajemnicze stowarzyszenie studenckie, które ludzie nazywają Pałacem. Okazuje się, że jego członkiem i obecnym przywódcą jest ojciec Duncana Kane'a. Veronica odkrywa, kto umieścił film z nią i Pizem w internecie. W szkolnej stołówce dowiaduje się o tym Logan. Chłopak, mimo tego, że Veronica go powstrzymuje, bije autora niesmacznego żartu. Ojciec Veroniki zostaje oskarżony o niszczenie dowodów w sprawie. Ona idzie na niego zagłosować. Wszędzie widzi plakaty kandydata Vinniego. Smutna wychodzi z pomieszczenia wyborczego na deszcz. Tak kończy się trzecia seria. |    |                                        |                |                                                        |                      |                |

## Veronica Mars (film)
W 2014 roku powstała kontynuacja filmowa serialu pod tym samym tytułem, której głównym reżyserem był Rob Thomas a współtwórcą Diane Ruggiero. Jego producentami wykonawczymi byli Joela Silvera, Bell i Jenny Hinkey.

## 4 seria (2019)
| N/o | # | Tytuł                        | Reżyseria       | Scenariusz                                | Premiera      | Premiera w Polsce |
| --- | - | ---------------------------- | --------------- | ----------------------------------------- | ------------- | ----------------- |
| 65  | 1 | Spring Break Forever         | Michael Lehmann | Rob Thomas                                | 19 lipca 2019 |                   |
| 66  | 2 | Chino and the Man            | Michael Fields  | Diane Ruggiero-Wright                     | 19 lipca 2019 |                   |
| 67  | 3 | Keep Calm and Party On       | Joaquin Sedillo | Heather V. Regnier                        | 19 lipca 2019 |                   |
| 68  | 4 | Heads You Lose               | Rachel Goldberg | David Walpert                             | 19 lipca 2019 |                   |
| 69  | 5 | Losing Streak                | Scott Winant    | David Walpert                             | 19 lipca 2019 |                   |
| 70  | 6 | Entering a World of Pain     | Tessa Blake     | Kareem Abdul-Jabbar & Raymond Obstfeld    | 19 lipca 2019 |                   |
| 71  | 7 | Gods of War                  | Amanda Marsalis | Diane Ruggiero-Wright & Heather V. Renier | 19 lipca 2019 |                   |
| 72  | 8 | Years, Continents, Bloodshed | Scott Winant    | Thomas                                    | 19 lipca 2019 |                   |